# سامانتورای
سامانتورای (به لاتین: Sammanthurai) یک منطقهٔ مسکونی در سری‌لانکا است که در ناحیه امپرا واقع شده‌است.